# Egnasia
Egnasia är ett släkte av fjärilar. Egnasia ingår i familjen nattflyn.

## Dottertaxa tillEgnasia, i alfabetisk ordning[1]
- Egnasia accingalis
- Egnasia apicata
- Egnasia berioi
- Egnasia binorbiculata
- Egnasia bomboschi
- Egnasia caduca
- Egnasia castanealis
- Egnasia conifer
- Egnasia dimorphica
- Egnasia distorta
- Egnasia dolabrata
- Egnasia ephyrodalis
- Egnasia euphrona
- Egnasia fasciata
- Egnasia geminipuncta
- Egnasia gilragalis
- Egnasia hypomochla
- Egnasia incurvata
- Egnasia khasiana
- Egnasia lioperas
- Egnasia ludiana
- Egnasia macularia
- Egnasia mesotypa
- Egnasia microsema
- Egnasia microtype
- Egnasia mimetica
- Egnasia mopsa
- Egnasia nagadeboides
- Egnasia obscurata
- Egnasia ocellata
- Egnasia overdijkinki
- Egnasia participalis
- Egnasia pellucida
- Egnasia pictalis
- Egnasia rectilineata
- Egnasia rufifusalis
- Egnasia scoliogramma
- Egnasia scotopasta
- Egnasia seclusalis
- Egnasia sinuosa
- Egnasia sundana
- Egnasia tenella
- Egnasia tenuilinea
- Egnasia treicegcroma
- Egnasia tripuncta
- Egnasia trogocraspia
- Egnasia trogosema
- Egnasia vicaria